# Bienheureux Engelger

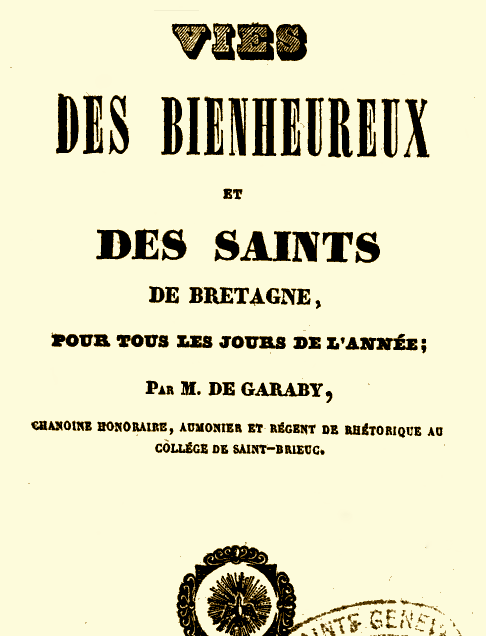
Page de garde du livre la vie des bienheureux et des saints de Bretagne, pour tous les jours de l'année de Malo-Joseph de Garaby.

Bienheureux Engelger est un bienheureux de Bretagne. Il mourut en 1108.
Il se fête le 22 janvier. 